# سانا یالماکی

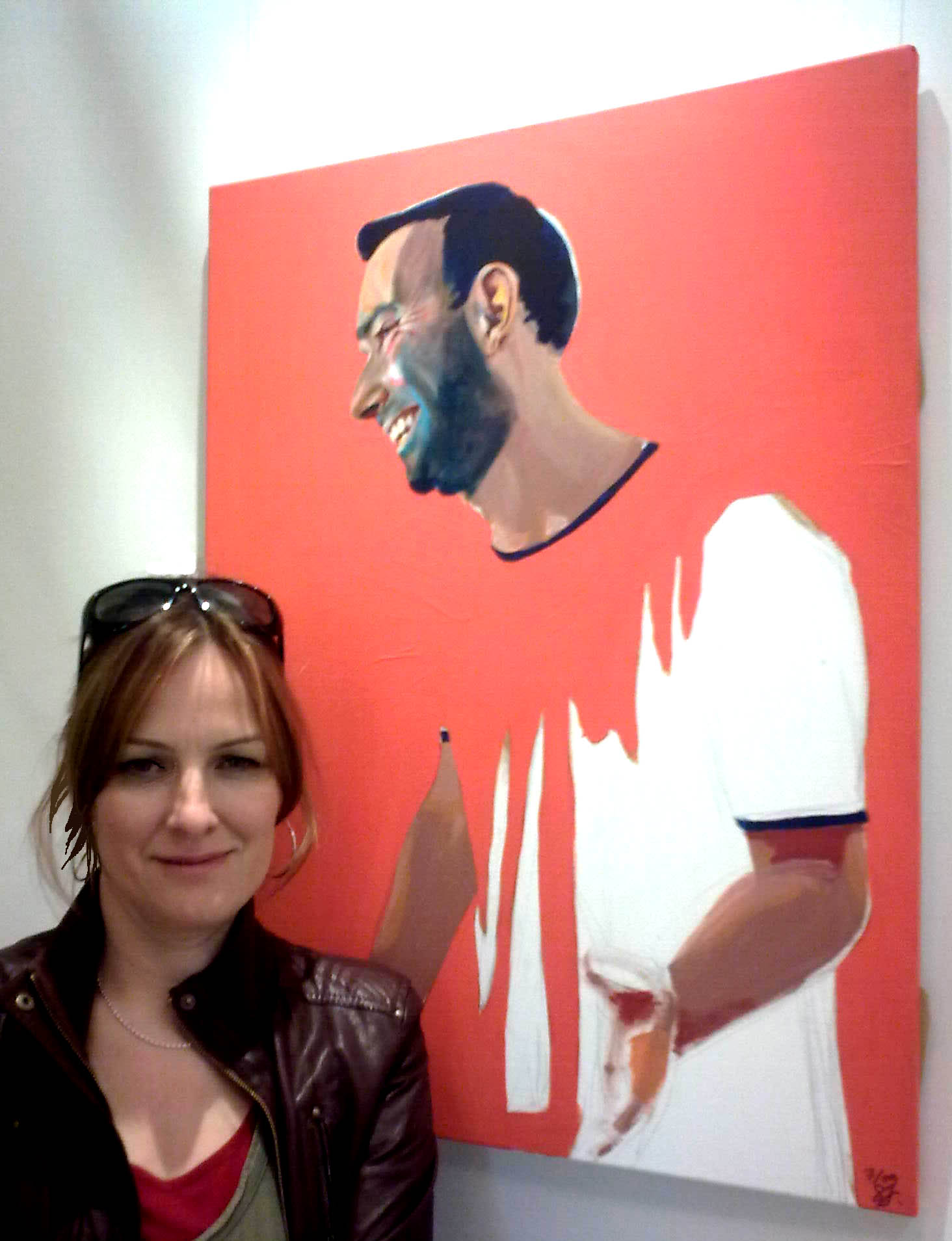
ساننا در کنار نقاشی Kostas

ساننا یالُماکی (فنلاندی: Sanna Jalomäki) خواننده، ترانه‌سرا، نقاش و هنرپیشهٔ دانش‌آموختهٔ بازیگریِ فنلاندی استرالیایی است.
پس از ورود به برنامهٔ بازیگری در دانشگاه فناوریِ تامپره در فنلاند در سال ۱۹۹۱، وی بیش از یک دهه به عنوان بازیگر حرفه‌ای کار کرد و در تلویزیون ملی و بین‌المللی ظاهر شد. از دسامبر ۲۰۰۸ تا ژانویه ۲۰۱۱ او در آتن زندگی می‌کرد، جایی که نقاشی و به ویژه نقاشیِ پرتره را آغاز کرد. موضوع اصلی نقاشی‌هایش، مردم و محیطِ زندگی آنها است. از سال ۲۰۱۱ او در فنلاند زندگی می‌کند و در آنجا به عنوان یک هنرمند و مربی بزرگسالان کار می‌کند. در سال ۲۰۱۵ وی دورهٔ کارشناسی ارشد خود را در هنرهای تئاتری (دانشگاه تامپره زیر نظر آکادمی تئاتر در هلسینکی) به پایان رساند.

## موسیقی
خواننده/ ترانه‌سرا برای گروه آلترناتیو پاپ راک Sansibar از ۲۰۱۳
ترانه‌سرا و خوانندهٔ اصلی گروه راک ' mute8 '، هلسینکی، فنلاند ۲۰۰۴–۲۰۰۸.